# Unión Deportiva Rayo Ibense
La Unión Deportiva Rayo Ibense es un club de fútbol de España, de la localidad de Ibi en la provincia de Alicante y actualmente juega en Tercera RFEF Grupo VI.

## Historia
Aunque en la localidad ya existía un equipo denominado Unión Deportiva Ibense, que tenía su sede en el Carrer Major (Calle Mayor) de Ibi y que empezaba su andadura alrededor de los años 30, la Unión Deportiva Rayo Ibense aparece de la fusión en 1956 de dicho club y otro denominado Rayo que también actuaba en la localidad.
El club siempre compitió en categorías regionales pero el primer éxito tras la fusión se produjo en la temporada 1958-59 donde por primera vez ascendió a la Tercera División al quedar campeón de su grupo de 1.ª Regional y donde se mantuvo hasta la temporada 1967-68. Su segunda etapa disputada en Tercera División se produjo en la temporada 1983-84 por un periodo de 4 temporadas consecutivas. Más tarde se produjo un nuevo ascenso, 32 años después, en la temporada 2014-2015 después de disputar el play-off de ascenso de Regional Preferente.
En la temporada 2021/2022 asciende desde Regional Preferente a Tercera RFEF, poniendo la guinda a una temporada que quedara para la historia del club al regresar categoría nacional después de 6 temporadas en la máxima categoría autonómica.

## Uniforme
- Uniforme titular: Camiseta roja, pantalón azul y medias rojas.

## Datos del club
- Temporadas en 2ªB: 0
- Temporadas en 3.ª: 15
- Mejor puesto en 3.ª: 7.º